# Písek (Malá Strana)
Písek, Na písku (latinsky: In Arena), též Rybáře se nazývala zaniklá raně středověká ves s kostelem v Praze 1 na Malé Straně, situovaná na později zaniklém ostrově.

## Situace
Osada ležela na levém břehu Vltavy mezi Karlovým mostem a ulicí U Železné lávky (u Klárova), kde byl kdysi přívoz, západní patou Mánesova mostu a dále na sever: pokrývala svým územím od Opyše větší část dnešních ulic Valdštejnské, Letenské a U lužického semináře. V prostoru Vojanových sadů sahala až po Dražického náměstí, kde se rozkládala biskupská zahrada).

## Názvy
Starší název osady Na Písku či Písek („Piesek“) v písemných pramenech 14.–15. století byl odvozen z výskytu písčitých povodňových náplavů, v raném novověku se osada nazývala Rybáře. K zániku ostrova došlo po zvednutí hladiny řeky způsobeném stavbou jezů., postupně o tři až čtyři metry. Osadu lze datovat nejpozději od 10. až do 15. století.

## Historie
Podle archeologických nálezů raně středověká osada vznikla nejpozději v 10. století, měla devět sídlištních fází, proložených třemi povodňovými nánosy, s výjimkou kostela zanikla během 16. století. 
Proti ústí potoka Brusnice byl jako součást osady menší ostrov v majetku pražského biskupství s dřevěnou kaplí neznámého zasvěcení, odnesenou povodní v roce 1273, jak bylo zaznamenáno v kronice Kronice Kosmových pokračovatelů. Dosud bezejmenný ostrov byl označován před mostem nebo pod mostem vzhledem k situaci Juditina mostu. Písemná zpráva z roku 1336 připomíná biskupské vlastnictví osady, na jejímž pozemku pod věží si italský agent Verius de Macziis postavil domek a musel ho opustit. Teprve písemná zpráva z roku 1336 uvádí patrocinium chrámu sv. Petra a označuje jej jako farní kostel se hřbitovem. Patronem kostela byl nadále pražský biskup a po roce 1341 arcibiskup.
Z roku 1378 pochází zpráva s názvem ostrova sv. Petra (Insula sancti Petri) s kostelíkem, zahradou a kamennou věží, která do té doby patřila staroměstskému měšťanovi Frenclínu Donátovu. SDvé domky zde později měli i další měšťané.
Ostrov postupem času splynul s vltavským břehem. Historik Václav Vladivoj Tomek mylně spojil zprávy o ostrově Kampa s ostrovem Na písku, a nazval kostel sv. Petra na Kampě ,l později se opravil. Roku 1392 dal pražský kanovník Mikuláš Puchník kostelu připsat věčný plat.
Vlivem opakovaných povodní a následně i husitských bouří byla osada pobořena, kostel přešel do správy kališníků. Poslední etapa výstavby začala po roce 1475. V husitské době zabralo majetek pražského arcibiskupství Staré Město, které tak získalo do svého vlastnictví vltavský břeh na sever od Karlova mostu, kde se usazovali pražští rybáři, kteří zde vytvořili zvláštní staroměstskou jurisdikci podléhající „úřadu most pražského“, a pro oblast dnešního Klárova a okolí se vžil název V rybářích. Od husitských válek do stavovského povstání v roce 1618 uplatňovali na toto území tzv. postranní právo staroměstští měšťané. V severní části osady proti přívozu byly domy se zahradami, které císař Ferdinand III. daroval jako konfiskát po Karlu Švihovském z Rýzmberka v roce 1622 jezuitské koleji na Starém Městě.
V letech 1624–30 byl na části osady Písek vybudován Valdštejnský palác. Podle berní ruly z roku 1653 náleželo v osadě Na písku (Rybářích) k staroměstskému „právu rybářskému za vodou“ 28 domů, z nichž 3 byly deskové, a cihelna. 

### Kostel
kostel sv. Petra v Rybářích, který stával před domem čp. 112/III U lužického semináře, si zvolili za svůj cechovní v 15.–17. století rybáři podmostští, jak se nazývala zdejší komunita pro odlišení od ostatních malostranských rybářů. Zachovaly se jejich cechovní řády z let 1531 a 1631. Od poloviny 17. století kostel spravovali jezuité z malostranského semináře sv. Václava. Na plánu Daniela Globice z Blučína z roku 1678 vedle kostela stála centrální kaple. Po zrušení jezuitského řádu (1773) kostel zanikl a roku 1775 byl zbořen. Matriky a fara byly přeneseny ke kostelu sv. Tomáše. V roce 1780 byla zrušena postranní práva a v roce 1784 byla osada spojena s Malou Stranou, aby s ní tvořila čtvrť spojeného města Prahy.
Povědomí o rozsahu a chronologii trvání osady se vytratilo s asanací staré Prahy počátkem 20. století, s výstavbou Mánesova mostu. O znovuobjevení a zmapování ostrova a pozůstatků osady s archeologickými nálezy se zasloužil Ladislav Hrdlička záchranným archeologickým výzkumem před stavbou stanice metra Malostranská.

### Písecká brána
Jméno osady se promítlo do pojmenování Písecké brány, v latinské formě Valva Piescensis, Valva Arenae nebo Valva Arenensis. Původně stála v trase nynější Valdštejnské ulice v linii východního průčelí domu čp. 158/III (Valdštejnská 14), kudy probíhala severojižním směrem pozdně románská či raně gotická hradba pražského podhradí a Valdštejnským palácem. Mezi domy čp. 29/III a 34/III v dnešní Letenské ulici, kde probíhala hradební zeď, byla v hradbě malá branka. Při budování barokního systému opevnění Prahy bylo jméno brány přeneseno na novou bránu – dosud stojící –, vybudovanou na Brusce v oblasti mezi hradčanským Letohrádkem královny Anny (Belveder) a dnešní stanicí metra Hradčanská.